# Vitrac-Saint-Vincent
Vitrac-Saint-Vincent là một xã thuộc tỉnh Charente trong vùng Nouvelle-Aquitaine tây nam nước Pháp. Xã này có độ cao trung bình 136 mét trên mực nước biển.